# Victor Nef
Victor Nef (* 9. Februar 1895 in St. Gallen; † 24. November 1980 in ebenda; heimatberechtigt in Herisau) war ein Schweizer Textilunternehmer, Konsul und Diplomat.

## Leben
Victor Nef war der Sohn des Textilkaufmanns Johann Jakob Nef, von 1925 bis 1930 Mitglied des Bankrats der Schweizerischen Nationalbank, und der Rose Kern. Sein Grossvater war Johann Jakob Nef, sein Onkel Karl Nef. Er heiratete die Polin Marja de Mostowska.
Nef absolvierte zunächst eine kaufmännische Ausbildung an der Handelshochschule St. Gallen und machte seinen Abschluss 1914. Anschliessend arbeitete er bis 1917 in St. Gallen bei der Stickereifirma Union AG, der führenden Firma in Fabrikation und Export von Stickereien. Danach studierte er von 1917 bis 1919 Recht und Volkswirtschaft in Bern. Sein Doktorat über die Textilindustrie schloss er 1920 ab und trat ins Eidgenössische Politische Departement ein. Nef wirkte von 1933 bis 1945 als Generalkonsul in New York und wurde 1946 der erste diplomatische Vertreter der Schweiz in Kanada. Ab 1957 leitete er die Botschaft in Ottawa beziehungsweise bis 1961 die Gesandtschaft. Während seiner Karriere beschäftigten ihn vor allem die Wirtschaftsbeziehungen. Nach seiner Pensionierung war er noch als Verwaltungsrat von Schweizer Firmen in Kanada und in den USA tätig.

## Werke
- Victor Nef: Untersuchungen zum Standort der schweizerischen Stickereiindustrie. Neuenschwander, Weinfelden 1920.